# Saba
Saba(/ˈsɑːbə/) là một đảo tại Caribe và là đặc khu tự trị của Hà Lan. Trước đây đặc khu này là Antille thuộc Hà Lan, bị giải tán vào tháng 10 năm 2010, để cho Curaçao và Sint Maarten trở thành các quốc gia tự trị thuộc Vương quốc Hà Lan, trong khi Bonaire, Saba, và Sint Eustatius trở thành các đặc khu của Hà Lan.
Saba có diện tích đất 13 kilômét vuông (5,0 dặm vuông Anh). Tính đến  tháng 1 năm 2013, dân số là 1.991, với mật độ 150 người trên kilômét vuông (390/sq mi). Các điểm dân cư chính là The Bottom (thủ phủ), Windwardside, Hell's Gate và St. Johns.

## Thể thao
Các môn thể thao phổ biến nhất trên đảo Saba là bóng đá, futsal, bóng mềm, bóng rổ và bóng chuyền.